# Ficus beccarii
Ficus beccarii är en mullbärsväxtart som beskrevs av George King. Ficus beccarii ingår i släktet fikonsläktet, och familjen mullbärsväxter. Inga underarter finns listade i Catalogue of Life.